# Syndrom hypoplastických chrupavek a vlasů
Syndrom hypoplastických chrupavek a vlasů (Cartilage-hair hypoplasia, CHH), také známý jako McKusickův typ metafyzální chondrodysplázie, je vzácná, vysoce pleiotropní genetická porucha. Klinicky se projevuje jako forma nanismu s krátkými dolními končetinami, způsobeným skeletální dysplázií, variabilním stupněm imunodeficitu a v některých případech zvýšenou predispozicí pro nádorová bujení. Poprvé byl tento syndrom popsán v roce 1965 McKusickem et al. Touto poruchou byl postižen herec Verne Troyer a stejně tak byl herec Billy Barty, který proslul větou: "Jméno mého postižení je Syndrom hypoplastických chrupavek a vlasů, ale můžete mi říkat jenom Billy." "

## Genetika
CHH je autozomálně recesivně děděná porucha. Vzácný genetický fenomén známý jako uniparentální dizomie (případ, kdy potomek zdědí dvě kopie chromozomu od jednoho rodiče místo jedné kopie od každého z rodičů) vede také k tomuto fenotypu.

Autozomálně-recesivní vzorec dědičnosti CHH.

Byla pozorována asociace mezi mutací lokusu, ve kterém leží gen pro ncRNA komponentu RNázy MRP, RMRP.. Endoribonukleáza RNáza MRP je komplex RNA molekuly a několika proteinů a účastní se na štěpení mitochondriálních primerů zodpovědných za replikaci mitochondriální DNA, její další identifikovanou funkcí je zpracování pre-rRNA v jadérku.. Gen leží v lokusu na krátkém rameni lidského 9. chromozomu.

## Imunodeficit
Pacienti s CHH syndromem obvykle trpí imunodeficitem, který postihuje specifickou buněčnou imunitu. Ve studii 108 finských pacientů trpících CHH byla detekována různá úroveň lymfopenie, snížená hypersenzitivní odpověď IV. typu a neschopnost odpovědi na stimulaci fytohemaglutininem in vitro. To vede k náchylnosti a, ve vážnějších případech, k podlehnutí infekcím v časném dětství. U některých pacientů s CHH byla pozorována kombinovaná forma imunodeficitu.
Pacienti s touto poruchou často trpí zvýšenou predispozicí k malignancím.